# شوح مقوس
شوح مقوس (الاسم العلمي:Abies recurvata) هو نوع من النباتات يتبع جنس الشوح من الفصيلة الصنوبرية. تم وصف هذا النوع من النبات علمياً لأول مرة من قبل ماكسويل تيلدن ماسترز سنة 1906. وهو من أشجار الصين ومن الأنواع غير المحصنة.